# Yaginumaella variformis
Yaginumaella variformis là một loài nhện trong họ Salticidae.
Loài này thuộc chi Yaginumaella. Yaginumaella variformis được Da-xiang Song & Jian-yuan Chai miêu tả năm 1992.